# Piero Quispe
Piero Quispe (Lima, 14 agosto 2001) è un calciatore peruviano, centrocampista dei Pumas UNAM.

## Caratteristiche tecniche
È un trequartista.

## Carriera

### Club
Cresciuto nel settore giovanile dell'Academia Hector Chupitaz è poi in Universitario, debutta in prima squadra il 19 marzo 2021 in occasione dell'incontro di Campeonato Descentralizado perso 3-1 contro l'Academia Cantolao. Il suo primo gol con il club è stato nel luglio 2021, in una partita per il campionato peruviano.
Il 27 dicembre 2023, Quispe passa a titolo definitivo al Pumas UNAM, nella Liga MX.

### Nazionale
Segna il suo primo gol con la nazionale peruviana il 26 marzo 2024, alla sua quarta presenza, nel successo per 4-1 contro la Rep. Dominicana.

## Statistiche

### Presenze e reti nei club
| Stagione        | Squadra         | Campionato      | Campionato | Campionato | Coppe nazionali | Coppe nazionali | Coppe nazionali | Coppe continentali | Coppe continentali | Coppe continentali | Altre coppe | Altre coppe | Altre coppe | Totale | Totale |
| Stagione        | Squadra         | Comp            | Pres       | Reti       | Comp            | Pres            | Reti            | Comp               | Pres               | Reti               | Comp        | Pres        | Reti        | Pres   | Reti   |
| --------------- | --------------- | --------------- | ---------- | ---------- | --------------- | --------------- | --------------- | ------------------ | ------------------ | ------------------ | ----------- | ----------- | ----------- | ------ | ------ |
| 2021            | Universitario   | PD              | 9          | 2          | CP              | 0               | 0               | CL                 | 1                  | 0                  |             | -           | -           | 10     | 2      |
| 2022            | Universitario   | PD              | 35         | 3          | CP              | 0               | 0               | CL                 | 2                  | 0                  |             | -           | -           | 37     | 3      |
| Totale carriera | Totale carriera | Totale carriera | 44         | 5          |                 | 0               | 0               |                    | 3                  | 0                  |             | -           | -           | 47     | 5      |

### Cronologia presenze e reti in nazionale
| Cronologia completa delle presenze e delle reti in nazionale ― Perù | Cronologia completa delle presenze e delle reti in nazionale ― Perù | Cronologia completa delle presenze e delle reti in nazionale ― Perù | Cronologia completa delle presenze e delle reti in nazionale ― Perù | Cronologia completa delle presenze e delle reti in nazionale ― Perù | Cronologia completa delle presenze e delle reti in nazionale ― Perù | Cronologia completa delle presenze e delle reti in nazionale ― Perù | Cronologia completa delle presenze e delle reti in nazionale ― Perù |
| Data                                                                | Città                                                               | In casa                                                             | Risultato                                                           | Ospiti                                                              | Competizione                                                        | Reti                                                                | Note                                                                |
| ------------------------------------------------------------------- | ------------------------------------------------------------------- | ------------------------------------------------------------------- | ------------------------------------------------------------------- | ------------------------------------------------------------------- | ------------------------------------------------------------------- | ------------------------------------------------------------------- | ------------------------------------------------------------------- |
| 20-11-2022                                                          | Arequipa                                                            | Perù                                                                | 1 – 0                                                               | Bolivia                                                             | Amichevole                                                          | -                                                                   | 60’                                                                 |
| 16-11-2023                                                          | La Paz                                                              | Bolivia                                                             | 2 – 0                                                               | Perù                                                                | Qual. Mondiali 2026                                                 | -                                                                   |                                                                     |
| 21-11-2023                                                          | Lima                                                                | Perù                                                                | 1 – 1                                                               | Venezuela                                                           | Qual. Mondiali 2026                                                 | -                                                                   | 65’                                                                 |
| 26-3-2024                                                           | Lima                                                                | Perù                                                                | 4 – 1                                                               | Rep. Dominicana                                                     | Amichevole                                                          | 1                                                                   | 60’                                                                 |
| 7-6-2024                                                            | Lima                                                                | Perù                                                                | 0 – 0                                                               | Paraguay                                                            | Amichevole                                                          | -                                                                   | 73’                                                                 |
| 14-6-2024                                                           | Filadelfia                                                          | El Salvador                                                         | 0 – 1                                                               | Perù                                                                | Amichevole                                                          | -                                                                   | 46’                                                                 |
| 21-6-2024                                                           | Arlington                                                           | Perù                                                                | 0 – 0                                                               | Cile                                                                | Coppa America 2024 - 1º turno                                       | -                                                                   | 71’                                                                 |
| 25-6-2024                                                           | Kansas City                                                         | Perù                                                                | 0 – 1                                                               | Canada                                                              | Coppa America 2024 - 1º turno                                       | -                                                                   | 62’                                                                 |
| 10-9-2024                                                           | Quito                                                               | Ecuador                                                             | 1 – 0                                                               | Perù                                                                | Qual. Mondiali 2026                                                 | -                                                                   | 68’                                                                 |
| 11-10-2024                                                          | Lima                                                                | Perù                                                                | 1 – 0                                                               | Uruguay                                                             | Qual. Mondiali 2026                                                 | -                                                                   | 72’                                                                 |
| 15-11-2024                                                          | Lima                                                                | Perù                                                                | 0 – 0                                                               | Cile                                                                | Qual. Mondiali 2026                                                 | -                                                                   | 78’                                                                 |
| 19-11-2024                                                          | Buenos Aires                                                        | Argentina                                                           | 1 – 0                                                               | Perù                                                                | Qual. Mondiali 2026                                                 | -                                                                   | 86’                                                                 |
| Totale                                                              |                                                                     | Presenze                                                            | 12                                                                  |                                                                     | Reti                                                                | 1                                                                   |                                                                     |

## Palmarès

### Club

#### Competizioni nazionali
- Campionato peruviano: 1

Universitario: 2023